# Dominique-Antoine Pescatore
Marie Anton Dominick (Dominique-Antoine) Pescatore (Luxemburg-Stad, 30 mei 1842 – Bofferdange, 8 juni 1916) was een Luxemburgs ondernemer en volksvertegenwoordiger.

## Leven en werk
Dominique-Antoine Pescatore, roepnaam Antoine, was een zoon van Pierre-Antoine Pescatore en Marguerite Séraphine Beving. Hij trouwde in 1863 in Luxemburg-Stad met zijn nicht Anne Catherine Feltz dit Laroche (1842-1933). Uit het huwelijk werden acht kinderen geboren, onder wie Madeleine Pescatore (1864-1941), die trouwde met uitvinder Henri Tudor, Théodore Pescatore (1871-1931), ondernemer en burgemeester van Lorentzweiler, en de kunstenares Françoise Pescatore (1877-1954). Het gezin woonde vanaf begin jaren 1870 in het kasteel te Mertert, dat Pescatore had laten bouwen.
Vanaf 1867 was Pescatore gedeputeerde voor het Kanton Grevenmacher en van 1869 tot 1887 vertegenwoordigde hij de Stad Luxemburg. Hij was secretaris (1867-1868, 1872-1875) en vicevoorzitter (1875-1881) van de Kamer van Afgevaardigden. Antoine en Anne Pescatore waren geïnteresseerd in kunst, zij schilderde en hij tekende karikaturen en decoratieve motieven in parlementaire documenten. Ze waren begunstigers van de kunstenaars Alphonse Jungers en Frantz Seimetz. Pescatore steunde ook een aantal katholieke doelen: hij schonk onder meer de kerkklok Tunn en twee glas-in-loodramen voor de kathedraal van Luxemburg, een huis in Itzig voor de onderdak van wezen door de Zusters Franciscanessen en droeg bij aan de bouw van de nieuwe kerk in Clausen.
Pescatore had diverse zakelijke belangen; hij was onder meer in 1869 medeoprichter van de Société des hauts-fourneaux luxembourgeois en was viceprésident van de Banque nationale du Grand-Duché de Luxembourg (1873-1881). Hij was in 1880 medeoprichter van de Société Anonyme du Casino de Luxembourg, die opdracht gaf tot de bouw van het Casino bourgeois. Samen met Louis Zoude richtte Pescatore in 1882 de Bankverein in Luxemburg op, waarvan hij directeur werd. In 1885 was Pescatore oprichter van de Société Industrielle et Financière Pescatore et Compagnie. In datzelfde jaar was hij algemeen commissaris van de Luxemburgse afdeling op de wereldtentoonstelling in Antwerpen. Na een aantal financiële tegenslagen en het faillissement van de Firma Antoine Pescatore, L. Zoude & Compagnie in 1886 trok Pescatore zich terug uit het openbare leven. Het kasteel in Mertert werd een jaar later verkocht en het gezin verhuisde naar Bofferdange.
Antoine Pescatore overleed op 74-jarige leeftijd, bij zijn begrafenis op de Cimetière Notre-Dame werd de door hem geschonken Tunn geluid.

## Onderscheidingen
- 1872 Officier in de Orde van de Eikenkroon[10]
- Commandeur in het Legioen van Eer
- Commandeur in de Leopoldsorde
- Commandeur in de Orde van de Witte Valk
- Grootkruis in de Orde van het Heilig Graf van Jeruzalem